# Zatoka Udzka
Zatoka Udzka (ros. Удская губа, Udskaja guba) – zatoka w zachodniej części Morza Ochockiego (Ocean Spokojny) wcinająca się ok. 100 km w brzegi Rosji. Szerokość wejścia wynosi 85 km, głębokość maksymalna sięga 36 m. U wejścia do zatoki znajdują się Wyspy Szantarskie. Wybrzeże jest przeważnie wysokie. Pływy morskie mają charakter nieregularny, półdobowy i sięgają 7 m. Do zatoki wpada rzeka Uda, u której ujścia leży port Czumikan.